# Cendea

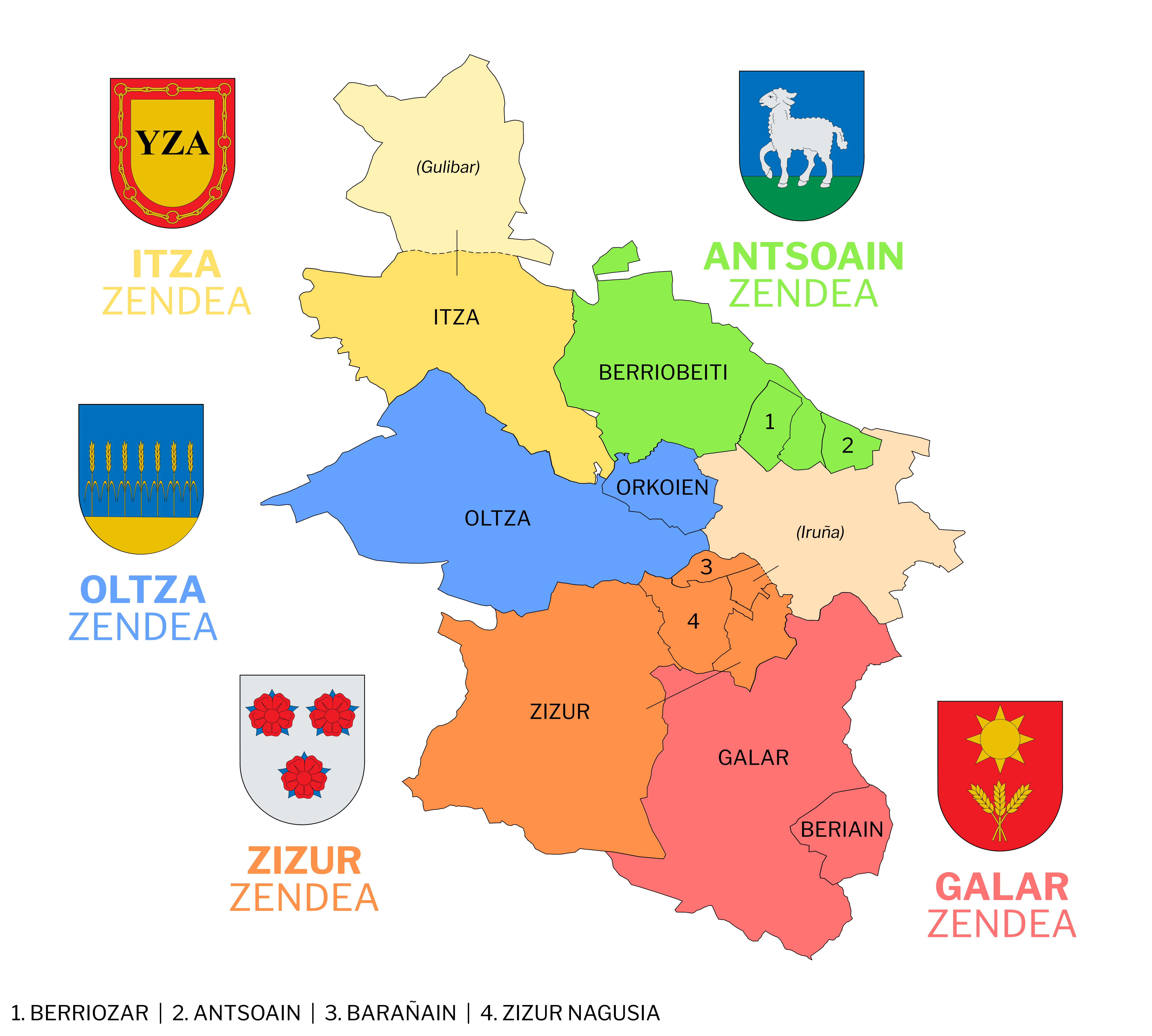
Las cinco cendeas actuales y su distribución por municipios

Cendea (del euskera: zendea) es la denominación que reciben desde la Edad Media algunas entidades territoriales en Navarra, España. Aunque en la actualidad las existentes forman parte de la Cuenca de Pamplona, antaño están documentadas la existencia de otras, como en la Valdorba, que análogamente agrupaban a varias localidades como una entidad administrativa. Las cendeas conviven con otros modelos administrativos existentes también dentro de la cuenca de Pamplona como los valles: Goñi, Ollo, Elorz, Egüés, Aranguren, Echauri, Juslapeña.

## Etimología
Cendea, para Arturo Campión, era una reminiscencia de la «gens romana». Según Julio Caro Baroja, que ha abordado el tema más asiduamente, se correspondería con las unidades territoriales de las centenae romanas, que se comienzan a documentar en el siglo XI siendo unas demarcaciones territoriales obtenidas de la centuriación o división espacial de los romanos para el asentamiento de sus veteranos militares. El término se habría originado por una evolución local de la palabra latina centenae (nominativo plural de centena ‘cien’). Caro Baroja se basó para formular esta teoría en el estudio de cómo habían evolucionado en la lengua vasca palabras tomadas prestadas del latín, como por ejemplo gentem > jende; añade además el dato de que en Larraga y Tafalla se usan los términos «centena», «cendena» y «centeña» con valor geográfico.
Este concepto geográfico aparece también en otros espacios europeos, como entre los antiguos germanos donde se usó un concepto geográfico parecido, llamado hundred o en el imperio franco merovingio.

## Historia

### Las 5 cendeas históricas
Se conoce históricamente la existencia de cinco cendeas que constituían entidades administrativas de Navarra hasta el siglo XX:
- Cendea de Ansoáin.
- Cendea de Cizur.
- Cendea de Galar, llamada también a veces, Esparza y sus aldeas
- Cendea de Iza.
- Cendea de Olza.

Todas ellas se encontraban en la Merindad de Pamplona, también llamada de la Montaña, y en el entorno de la ciudad de Pamplona; todas, excepto la Cendea de Iza, en continuidad de Pamplona; y cada una de ellas formada por varios núcleos de población, en la mayoría de los casos, administrados por sus propios concejos. 

### Desaparición de las cendeas y uso informal del término
En el siglo XIX, con la constitución de los municipios en España, las antiguas cendeas desaparecieron como entidades territoriales y fueron sustituidas por los nuevos municipios de Ansoáin, Cizur, Galar, Iza y Olza. Sin embargo, el hecho de que el territorio de estos nuevos municipios se solapaba totalmente con las antiguas cendeas, y la necesidad de distinguir a los concejos homónimos, a menudo, capitales y sedes municipales (Ansoáin, Cizur, Galar, Iza y Olza) del resto del término municipal, llevó a la permanencia del uso y costumbre de continuar llamando a los nuevos municipios como a las antiguas denominaciones de «cendea de…».
A finales del siglo XX cuatro de los cinco municipios de las antiguas cendeas sufrieron alteraciones en su delimitación territorial, ocasionando que su territorio ya no coincidiera con las antiguas cendeas:
- Del municipio de Cizur se desgajaron los concejos de Echavacóiz en 1953, absorbido como barrio por Pamplona; y posteriormente Barañáin, junto con el señorío de Eulza, en 1984 y Zizur Mayor en 1992, constituidos en municipios independientes.
- Del municipio de Galar se segregó en 1991 el concejo de Beriáin, constituido en municipio independiente.
- Del municipio de Olza se separó en 1991 el concejo de Orcoyen, constituido en municipio independiente.
- Del primitivo municipio de Ansoáin se segregaron en 1991 los concejos de Ansoáin y Berriozar, constituidos en municipios independientes, y también se segregaron de forma conjunta el resto de los concejos para constituir el nuevo municipio de Berrioplano.[12]

El municipio de Iza, en cambio, no sufrió ninguna alteración y su territorio ha seguido coincidiendo en todo momento con el de la antigua Cendea de Iza.
Estas modificaciones municipales no hicieron que se perdiese la costumbre de referirse a estos municipios como «cendeas», salvo en el caso de Ansoáin, ya que el municipio redujo su ámbito al antiguo concejo que quedó eliminado como tal. Incluso en el municipio de Olza, para evitar las confusiones con su concejo homónimo, decidió promover el cambio de denominación del municipio para adoptar oficialmente el nombre de Cendea de Olza, pasando desde ese año a ser el único municipio que oficialmente es denominado con la palabra «cendea».

## Distribución actual del ámbito que ocuparon las cinco cendeas
La relación de cendeas históricas que aún existen son:
| Cendeas históricas | Municipios y concejos en la actualidad | Municipios y concejos en la actualidad |
| Cendeas históricas | Entidades                              | Concejos que componen el municipio (en negrita, capital del municipio, lugar en que se sitúa el Ayuntamiento), se incluyen también los nombres de otros lugares que no tienen la condición de concejo. |
| ------------------ | -------------------------------------- | --- |
| CIZUR              | Zizur Mayor                            | En 1992 el concejo de Zizur Mayor quedó segregado del municipio de Cizur y constituido como municipio propio. |
|                    | Barañáin                               | El 6 de abril de 1984, el antiguo concejo de Barañáin quedó segregado del municipio de Cizur, quedando constituido como municipio propio. Incluye también el señorío de Eulza |
|                    | Cizur                                  | Astráin, Cizur Menor, Gazólaz, Larraya, Muru-Astráin, Paternáin, Undiano y Zariquiegui, además de los lugares de Eriete y Guenduláin |
|                    | Echavacóiz                             | En 1953 el antiguo concejo de Echavacoiz, quedó segregado del municio de Cizur, y agregado a Pamplona como un barrio. |
| OLZA               | Cendea de Olza                         | Concejos de Arazuri, Artázcoz, Asiáin, Ibero, Izcue, Izu, Lizasoáin, Olza y Ororbia |
|                    | Orcoyen                                | Eb 1992 el antiguo concejo de Orcoyen se segregó de la Cendea de Olza, quedando constituido como municipio propioEchevacoiz. |
| IZA                | Iza                                    | En la antigua cendea: concejos de Aguinaga de Iza, Aldaba, Áriz, Atondo, Erice, Iza, Lete, Ochovi y Sarasa, además de los lugares de Ordériz ,Zuasti y el señorío de Aldaz de Echavacóiz. En 1950 el antiguo valle de Gulina se extingue como tal parte de su territorio (con sus concejos de Cía, Gulina Larumbe y Sarasate) se agrega a la cendea de Iza y el resto a Esteribar. |
| GALAR              | Galar                                  | Concejos de Arlegui, Cordovilla, Esparza, Esquíroz, Galar, Olaz-Subiza, Salinas de Pamplona y Subiza y el lugar de Barbatáin |
|                    | Beriáin                                | En 1992 el antiguo concejo se segregó del municipio de Galar y quedó constituido como municipio. |
| ANSOAIN            | Ansoáin                                | En 1991 el antiguo concejo de la cendea de Ansoain se segrego del municipio qudan constituido como municipio propio. |
|                    | Berriozar                              | En 1991 el concejo de la cendea de Ansoaín, quedó segregado de ese municipio, y constituido como municipio propio. |
|                    | Berrioplano                            | En 1991 quedó constituido del municipio ad Beriplano, con los siguientes concejos segragados de la antigua cendea de Ansoaín Aizoáin, Añézcar, Artica, Ballariain, Berrioplano, Berriosuso, Elcarte, Larragueta, Loza y Oteiza |